# Angelo Petracca
Angelo Petracca (Casarano, 6 gennaio 1970 – Ceglie Messapica, 22 gennaio 1990) è stato un carabiniere italiano.

## Biografia
Petracca si arruolò nell'Arma dei carabinieri come carabiniere ausiliario nel 1989. In servizio presso la Stazione Carabinieri di Ceglie Messapica, il 22 gennaio 1990 egli intervenne, insieme al proprio comandante di Stazione e a un altro carabiniere ausiliario, in occasione di una tentata rapina ad una locale filiale di un istituto bancario. Nel corso del conflitto a fuoco che ne scaturì fu colpito a morte. Quel giorno, nella locale Stazione, il Brigadiere Raffaele lacuzio, in sottordine, e il Carabiniere ausiliario Oronzo Spagnolo, ambedue in uniforme, stavano terminando di pranzare prima di intraprendere il servizio; con loro il Carabiniere ausiliario Angelo Petracca, a riposo settimanale e in abiti borghesi. Alle 13.35 giunse l'allarme telefonico dalla Banca Popolare di Lecce, sita in via Ovidio, neanche 400 metri dalla caserma; già l'anno precedente l'Istituto era stato obiettivo di una rapina, conclusasi col ferimento del Comandante della Stazione e di uno dei rapinatori, catturato. Prontamente i tre militari indossarono i giubbetti antiproiettile, impugnarono due pistole mitragliatrici M12 e, a bordo della Fiat Uno del Reparto, raggiunsero l'agenzia di credito. Lì, quattro criminali, giunti a bordo di una Lancia Thema 2000 rubata, travisati con passamontagna, tre dei quali armati di fucili a pompa e il quarto con due revolver, erano intenti a sfondare la porta d'ingresso della banca, in vetro antiproiettile, con delle mazze ferrate.
Al sopraggiungere dei carabinieri, nel frattempo scesi dall'automezzo per posizionarsi in maniera più efficace, i due che fungevano da pali aprivano immediatamente il fuoco da due direzioni diverse e da una distanza di circa 60 metri: i militari rispondevano rapidamente, sia con le armi lunghe che con quelle corte. Il Carabiniere Spagnolo veniva attinto al ginocchio sinistro e cadeva a terra in posizione esposta; il collega Petracca, resosi conto del pericolo che correva il commilitone ferito, bersaglio facile della ferocia dei rapinatori che continuavano a sparargli contro, senza esitare si esponeva, per aiutarlo a porsi al riparo, spianando I'M12 con la quale esplodeva alcune raffiche contro gli aggressori, consentendo così al commilitone di porsi al riparo, ma nel contempo venendo egli stesso colpito alla testa, stramazzando al suolo. Il Brigadiere lacuzio, che aveva utilizzato tutti i colpi della sua pistola d'ordinanza, a sua volta abbandonava il riparo e raggiungeva Petracca a terra per soccorrerlo e nel contempo raccoglieva la M12 che il morente ancora stringeva ed apriva con essa nuovamente il fuoco, costringendo i malfattori ad allontanarsi, rinunciando al crimine, prima a piedi, quindi su una Lancia Y10 rapinata ad una passante.
Il Carabiniere Petracca, subito soccorso e trasportato in ospedale, morirà poco dopo in sala operatoria; il Brigadiere Raffaele lacuzio, incolume, per il suo ardimento, la coraggiosa determinazione e la spiccata generosità, sarà decorato con la Medaglia d'Argento al Valor Militare il Carabiniere ausiliario Spagnolo, ferito (40 giorni di prognosi), per aver dimostrato un altissimo senso del dovere, riceverà la Medaglia di Bronzo al Valor Militare

## Riconoscimenti
- Il 224º corso Allievi Carabinieri Ausiliari presso la scuola allievi di Fossano e Benevento è stato intitolato alla sua memoria.
- Il comune di Casarano ha intitolato a Petracca una piazza con monumento
- Il 3 dicembre 2010, nel comune di San Vito dei Normanni è stata inaugurata la caserma dei Carabinieri intitolata ad Angelo Petracca.
- Via Moretto a Ceglie Messapica, la via nella quale fu colpito a morte, è stata rinominata Via Angelo Petracca e vi è stata posta una lapide commemorativa.
- il 22 gennaio 2020, in occasione del trentennale della sua morte, il sacrificio è stato ricordato in maniera solenne dall'Arma dei Carabinieri e dalle autorità locali[4]. Per tale ricorrenza sono stati organizzati una mostra e un convegno[5].